# Ján Kostra
Ján Kostra (pseudonymy Ján Medník, Ján Robur, Kristián Benko – společný pseudonym s Kristou Bendovou; 4. prosince 1910, Turčianska Štiavnička, Slovensko – 5. listopadu 1975, Bratislava) byl slovenský básník, malíř, esejista, překladatel a autor literatury pro děti a mládež.

## Životopis
Pocházel z rodiny malorolníka a své vzdělání získal v Žilině, v letech 1928 – 1934 studoval na umělecké průmyslovce a na Filozofické fakultě Karlovy univerzity v Praze, a mezitím ještě v letech 1930 – 1933 studoval architekturu na Českém vysokém učení technickém v Praze. V roce 1934 však studium přerušil a už nedokončil. V době studií v Česku se stal členem slovenského spolku Dětvan, jakož i literární skupiny pokrokově orientovaných vysokoškoláků v Praze R-10. V době studií pracoval v Dělnické divadelní obci české a byl též členem jejich dramatického souboru, se kterým se zúčastnil v roce 1933 Divadelního festivalu v Moskvě. Po ukončení vojenské služby se usadil v Bratislavě, kde pracoval v letech 1936 – 1937 jako úředník v bance a v letech 1937 – 1938 jako redaktor v Dělnických novinách. V letech 1938 – 1942 byl redaktorem Slovenského rozhlasu v Prešově a v Bratislavě; v této činnosti pokračoval i po skončení druhé světové války. V letech 1949 – 1956 se stal tajemníkem slovenské sekce Svazu československých spisovatelů a v letech 1952 – 1953 šéfredaktorem týdeníku Kultúrny život, později pracoval v časopisu Slovenské pohľady. Od roku 1956 se věnoval výlučně literární práci.

## Tvorba
Svojí tvorbou se řadí k zakladatelům moderní slovenské lyriky s mimořádným smyslem pro čistotu tvaru a estetičnost slova. První verše začal publikovat už jako středoškolák. Svá díla zveřejňoval zpočátku zejména časopisecky (DAV, Svojeť, Mladé Slovensko, Slovenské pohľady, Elán, Slovenské smery, Tvorba, Kultúrny život, Národná obroda, Pravda, Nové slovo a jiných). Jeho básně byly převratně čisté, přitom nenapodobitelně erotické. V jeho verších se setkáváme se všeobecným obdivem k ženám, které se pro něj díky jeho hluboké úctě a lásce k matce stávají téměř božstvem. Je výrazným představitelem impresionisticko-senzuální poezie. Jeho tvorbu ovlivňovali jak slovenští básníci (Laco Novomeský, Ján Smrek), tak i čeští autoři (Vítězslav Nezval, ale zejména Jiří Wolker).
Téměř celý život se věnoval také výtvarné tvorbě. Svá díla však považoval za svoji intimní věc. Jeho básnická sbírka Ave Eva z roku 1943 vyšla s jeho vlastními ilustracemi. Psal také eseje o moderní slovenské malbě, např. o Ľudovítovi Fullovi.

## Ocenění
- 1951 – laureát Státní ceny
- 1953 – laureát Státní ceny II. stupně
- 1954 – státní cena Klementa Gottwalda za literaturu
- 1960 – zasloužilý umělec
- 1969 – národní umělec

## Dílo
- Seznam děl v Souborném katalogu ČR, jejichž autorem nebo tématem je Ján Kostra

### Poezie
- 1937 – Hniezda
- 1939 – Moja rodná
- 1940 – Ozubený čas
- 1942 – Puknutá váza
- 1942 – Všetko je dobre tak
- 1943 – Ave Eva
- 1946 – Presila smútku
- 1949 – Básne
- 1949 – Na Stalina
- 1950 – Za ten máj
- 1953 – Javorový list
- 1958 – Šípky a slnečnice
- 1960 – Báseň, dielo tvoje
- 1964 – Každý deň
- 1968 – Len raz
- 1977 – Prvé a posledné, sbírka básní vydaná posmrtně

### Výběry
- 1949, 1955, 1960 a 1963 – Básně
- 1970 – Ave Eva a jiné
- 1970/1973 – Vybrané spisy Jána Kostry I.-III.
- 1977 – Ave Eva
- 2004 – Chuť po bozkoch

### Poezie pro děti a mládež
- 1951 – Vtáčky, (spoluautorka Krista Bendová, vyšlo pod pseudonymem Kristián Benko)
- 1951 – Zvieratá, (spoluautorka Krista Bendová, vyšlo pod pseudonymem Kristián Benko)
- 1953 – Priamy smer do Tatier, (spoluautorka Krista Bendová, vyšlo pod pseudonymem Kristián Benko)
- 1960 – Janko Hraško
- 1963 – Našiel som nožík rybku

### Eseje
- 1944 – Básnik o básnictve

### Překlady
- 1948 – François Villon: Malý testament
- 1953 – Maxim Gorkij: Dievča a smrť
- 1958 – Charles Baudelaire: Kytica z Kvetov zla
- 1960 – Štafeta, výběr moderní české poezie
- 1961 – Johann Wolfgang Goethe: Čarodejníkov učeň, výběr z Goetheho balád
- 1963 – Karel Hynek Mácha: Máj
- 1965 – Ján Hollý: Selanky, přebásnění
- 1973 – Vilém Závada: Jeden život, výběr z básnického díla Viléma Závady (Vilém Závada zase přeložil do češtiny Kostrovu sbírku Javorový list)